# Токата
Токата (на немски: Toccata, произхожда от италианското toccare „да докосна“) е виртуозна музикална пиеса, типична за клавирните инструменти или струнните инструменти (от типа на лютня и китара), включваща бързи моменти. Най-известните токати днес са на Йохан Себастиан Бах и токатата от встъплението на операта „Орфей“ на Клаудио Монтеверди.
Формата възниква първоначално през късния Ренесанс в Северна Италия. Няколко публикации в последното десетилетие на 16 век включват и токати. Композитори, писали такива през тази епоха, са Джироламо Дирута, Адриано Банкиери, Клаудио Меруло, Андреа Габриели и Джовани Габриели. В тези композиции за клавесин едната ръка свири брилянтни каскадни пасажи, а другата акомпанира. Ханс Лео Ханслер, ученик на Габриели, пренася формата в Германия.
Бароковата токата е създадена от Джироламо Фрескобалди. Формата се развива от Йохан Пахелбел, Микеланджело Роси, Йохан Якоб Фробергер, Ян Питерсзоон Свеелинк, Алесандро Скарлати, Дитрих Букстехуде. Йохан Себастиан Бах сътворява множество токати за орган и клавесин, сред които най-популярна е „Токата и фуга“ BWV 565.
След Бароковата епоха токати се сътворяват все по-рядко. Въпреки това забележителни образци за пиано-токати създават Роберт Шуман и Франц Лист. В епохата на Романтизма оркестрови токати пишат Шарл-Мари Уидор, Луи Верн. През 20 век автори на такива са Арам Хачатурян, Сергей Прокофиев, Морис Равел, Клод Дебюси, Киакорсу Шапурджи Сорабджи и др.